# Liste der Erdgaspipelines
In dieser Liste der Erdgaspipelines werden Pipelines geführt, die Erdgas transportieren.

## Afrika
- Trans-Sahara Gaspipeline (geplant)
- Westafrikanische Gaspipeline
- Trans-Mediterrane Gasleitung
- Nigeria-Marokko Gaspipeline (geplant)[1]

## Asien
- Arabische Gaspipeline
- Buchara-Taschkent-Bischkek-Almaty Pipeline
- Central Asia-Center Gaspipeline System
- Central Asia-China Gaspipeline
- Dolphin Gas Project
  - Pipeline Ras Laffan–Taweelah
  - Pipeline Taweelah–Fudschaira[2]
- East Mediterranean Pipeline (EMG)
- Indische Ost-West Erdgaspipeline
- Iran-Armenien-Erdgaspipeline
- Iran-Pakistan-Indien-Pipeline (geplant)
- Tabriz–Ankara Pipeline
- Korpezhe-Kurt Kui Pipeline
- Kraft Sibiriens
- Kraft Sibiriens 2
- Myanmar-Thailand Pipeline
- Peninsular Gas Utilisation (Malaysia)
- Sabah-Sarawak Pipeline (Malaysia)
- Shaan-Jing Pipeline (China)
- Südkaukasus-Pipeline (Baku-Tbilisi-Erzurum Pipeline)
- Transanatolische Pipeline (Türkei)
- Transthailand-Malaysia Gaspipeline
- Turkmenistan-Afghanistan-Pakistan-Pipeline (Trans-Afghanistan-Pipeline) (geplant)
- Transkaspische Gaspipeline (geplant)
- West-Ost Gaspipeline (China)
- Yadana Pipeline (Myanmar-Thailand, durch die Andamanensee)
- Zhongxian-Wuhan Pipeline (China)

## Europa

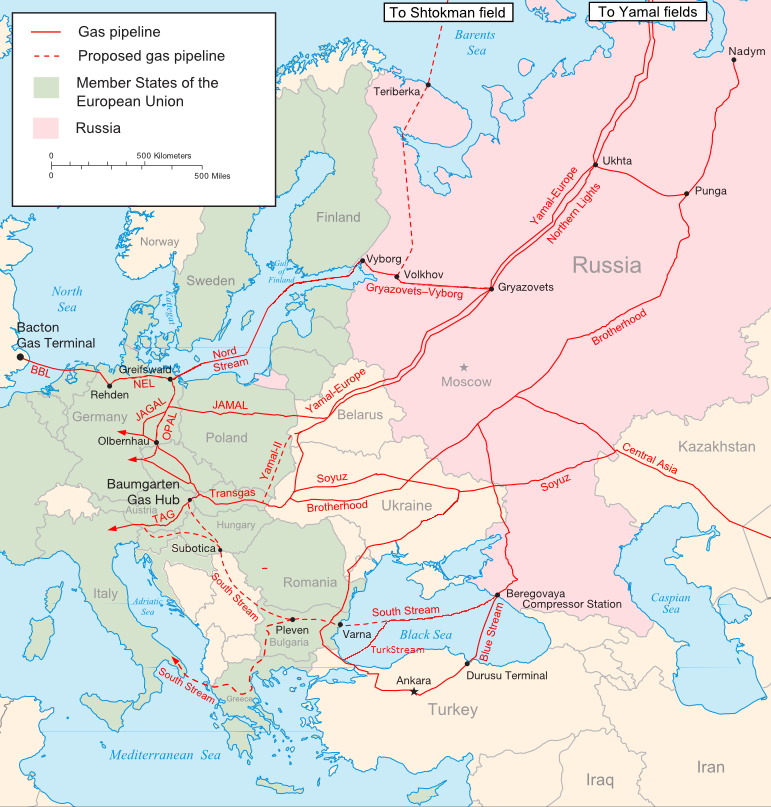
Gaspipelines von Russland nach Europa

Die wohl erste Erdgasleitung in Europa wurde 1914 in Mediasch (Siebenbürgen) in Betrieb genommen.

### In Betrieb
- Balkan Stream
- Balticconnector - Finnland und Estland
- Baltic Pipe, Dänemark und Polen
- BBL Pipeline - Niederlande–Vereinigtes Königreich
- Blue Stream - Russland–Türkei
- CATS Pipeline (Central Area Transmission System) - Vereinigtes Königreich
- Europipe I - Norwegen–Deutschland durch die Nordsee
- Europipe II - Norwegen–Deutschland durch die Nordsee
- FLAGS (Far North Liquids and Associated Gas System) - Vereinigtes Königreich
- Franpipe
- Frigg UK System
- Fulmar Gaspipeline
- Gazelle (GAZELA)
- Gazoduc Suisse Romand
- Gas Interconnection Poland-Lithuania (GIPL) - Polen, Litauen
- Interconnector - Belgien–Vereinigtes Königreich
- Gas Interconnector Greece–Bulgaria (IGB), hergestellt im Juli 2022, Inbetriebnahme 1. Oktober 2022[3]
- JAGAL (Jamal-Gas-Anbindungs-Leitung)
- Erdgasleitung Jamal–Europa
- Langeled Pipeline - Norwegen–Vereinigtes Königreich
- MIDAL (Mitteldeutsche Anbindungsleitung) - Deutsche Nord-Süd-Verbindung in etwa von Emden über Kassel nach Ludwigshafen
- Maghreb-Europa Gaspipeline (GME) - Algerien–Spanien, über Marokko
- Medgaz - Algerien–Spanien, direkt
- MEGAL (Mittel-Europäische Gasleitung) - Ost-West-Leitungen in Süddeutschland
- MONACO - Deutschland (Bayern)
- NEL (Nordeuropäische Erdgasleitung) - Ost-West-Leitung in Norddeutschland in Verlängerung der Nord Stream-Leitungen
- Netra quert Niedersachsen
- NOGAT Pipeline System - von niederländischen Nordsee-Förderstätten nach Den Helder
- Nord Stream (Nord Stream 1) (North European Gas Pipeline) – Russland–Deutschland durch die Ostsee: Von Seite Russlands de facto stillgelegt. Danach Ende September 2022 bei Bornholm an beiden Strängen perforiert.
- OPAL (Ostsee-Pipeline-Anbindungsleitung)
- Rehden-Hamburg-Gasleitung
- STEGAL (Sachsen-Thüringen-Erdgas-Leitung)
- Sojus
- Transadriatische Pipeline (TAP)
- Trans Austria Gasleitung (TAG)
- Trans-Europa-Naturgas-Pipeline
- Transmed (Trans-Mediterrane Gasleitung)
- Transgas-Pipeline
- Transitgas-Pipeline Schweiz
- TurkStream
- Tyra West - F3 Pipeline
- Erdgasleitung Urengoi–Pomary–Uschhorod, Russland-Ukraine ("Bruderschaft-Pipeline")
- Vesterled
- West-Austria-Gasleitung
- WEDAL (Westdeutschland-Anbindungsleitung)
- White Stream
- Zeelink - Nordrhein-Westfalen[4]
- Zeepipe

### Geplant / in Bau
- BRUA-Pipeline - Bulgarien, Rumänien, Ungarn, Österreich[5]
- Eastmed - Israel, Zypern, Griechenland[6]
- Tabis - Kirkuk
- Pipelines der spanischen Enagás
  - Midi-Catalonia Pipeline (auch Midi-Catalunya- oder MidCat-Pipeline) - Spanien–Frankreich(–Deutschland); Bau nach Erstellen von 86 km auf spanischer Seite (von Martorell bis Hostalric) Anfang 2019 wegen Widerstand Frankreichs und weil sie aus damaliger Sicht auch wegen des billigeren Erdgases aus Russland für unwirtschaftlich gehalten wurde zunächst abgebrochen, seit Frühjahr 2022 vor dem Hintergrund der Gasversorgungskrise infolge des Russland-Ukraine-Kriegs Versuch der Wiederbelebung des Projekts; später Nutzung für Wasserstofftransport geplant
- Süddeutsche Erdgasleitung (SEL)
- Ungheni-Iasi Interconnector - Moldau
- Barcelona–Livorno - Spanien, Italien (im Rahmen des REPowerEU-Plans der Europäischen Kommission, bisher erst Machbarkeitsstudie[7][8])

### Eingestellt
- Gasleitung Algerien–Sardinien–Italien (GALSI)
- Greenstream Pipeline – Libyen–Italien
- Nabucco-Pipeline – Aserbaidschan–Österreich
- Nord Stream 2, zwar baulich hergestellt, sogar zum Dichtheitstest mit Gas gefüllt, doch das Bewilligungsverfahren (D) für die Inbetriebnahme wurde spätestens mit dem Überfall Russlands auf die Ukraine im Februar 2022 eingestellt. Ende September 2022 zumindest an einem Strang perforiert worden.
- Skanled - Norwegen, Schweden, Dänemark
- South Stream - Russland, Bulgarien, Serbien, Italien/Österreich

## Nordamerika
Staatenübergreifende Pipelines werden in Kanada vom National Energy Board und in den USA von der Federal Energy Regulatory Commission (FERC) reguliert. Pipelines innerhalb eines Bundesstaates werden durch die Gesetzgebung der Bundesstaaten, Landkreise oder Kommunen geregelt.

### Kanada
- Alliance Pipeline (Alliance Pipeline Limited Partnership)
- Brunswick Pipeline (Emera Incorporated)
- Foothills Pipeline Ltd.
- Maritimes & Northeast Pipeline[11]
- TransCanada Pipeline
- TransGas Pipeline
- TransQuebec & Maritimes Pipeline

### Mexiko
- Activo de Burgos - Pipeline Network
- Burgos-Monterrey Pipeline
- Cadereyta Pipeline
- San Fernando Pipeline
- Tamazunchale Pipeline

### Puerto Rico
- Vía Verde Pipeline

### USA (Hauptpipelines)
Die Federal Energy Regulatory Commission (FERC) hat die meisten Betreiber von Bundesstaaten-übergreifenden Pipelines verpflichtet, eine interaktive Website zu unterhalten, die unter dem Stichwort „Informational Postings“ standardisierte Informationen über deren Tätigkeit bereithalten.
- Algonquin Gas Transmission
- Alliance Pipeline
- ANR Pipeline

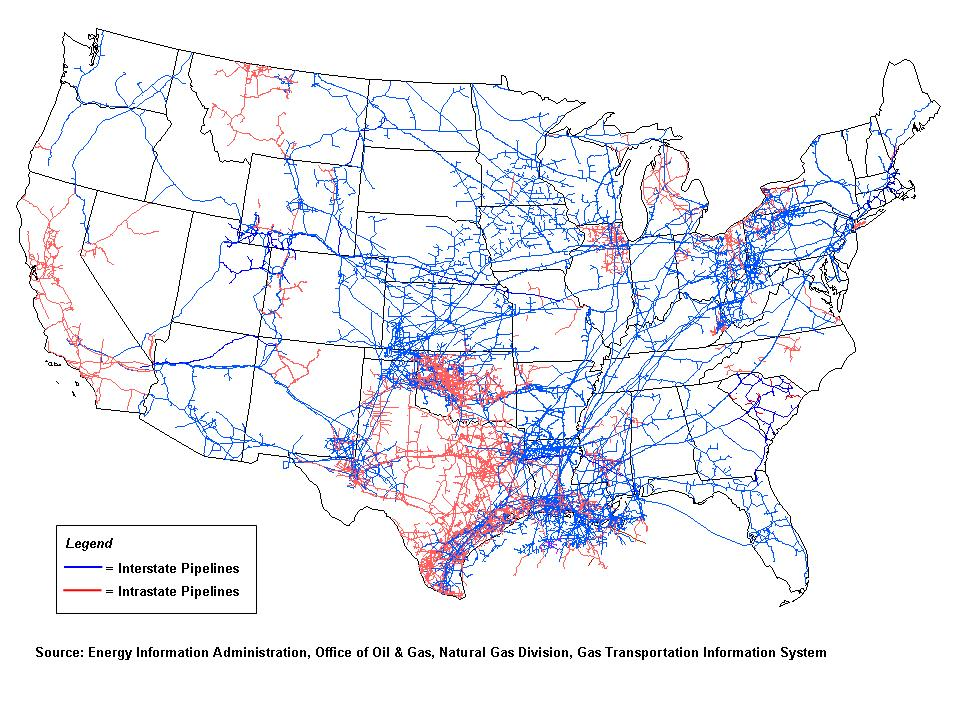
U.S. natural gas Pipelines (Stand 2000)

- CenterPoint Energy Gas Transmission Company
- Centerpoint Energy - Mississippi River — vormals Mississippi River Transmission
- Colorado Interstate Gas Company
- Columbia Gas Transmission Corporation
- Columbia Gulf Transmission Company
- Dominion Transmission, Inc. — vormals Consolidated Gas Transmission
- East Tennessee Pipeline
- El Paso Natural Gas Company
- Florida Gas Transmission Company
- Gas Transmission Northwest Corporation[13] — vormals Pacific Gas Transmission
- Great Lakes Transmission
- Gulf South Pipeline — vormals United Gas Pipeline Company
- Kinder Morgan Interstate Gas Transmission LLC — Kinder Morgan Energy Partners, vormals Kansas Nebraska and KN Energy
- Kern River Pipeline
- Maritimes and Northeast Pipeline[14]
- Midwestern Gas Transmission Company
- National Fuel Gas Supply Corporation[15]
- Natural Gas Pipeline Company Of America (Kinder Morgan Energy Partners)
- Northern Border Pipeline Company
- Northern Natural Pipeline
- Northwest Pipeline Corporation
- Panhandle Eastern Pipeline Company, LP
- Questar Pipeline Company
- Rockies Express Pipeline
- Ruby Pipeline
- Southern Trails Pipeline
- Southern Natural Gas Company
- Southern Star Central Gas Pipeline, Inc[16]
- Tennessee Gas Pipeline Company
- Texas Eastern Transmission Pipeline
- Texas Gas Pipe Line Corporation
- Texas Gas Transmission, LLC[17]
- Texas-Ohio Pipeline
- Trailblazer Pipeline Company
- Transcontinental Pipeline
- Transwestern Pipeline Company, LLC
- Trunkline Pipeline
- Viking Gas Transmission Company
- Williston Basin Pipeline

## Südamerika
- Camisea Pipeline - Peru
- Gasoducto Cruz del Sur
- Ecopetrol-Netz in Kolumbien
- NorAndino Pipeline - Argentinien-Chile
- Gas Atacama Pipeline - Argentinien-Chile
- Gas Andes Pipeline - Argentinien-Chile
- Gas Pacífico Pipeline - Argentinien-Chile
- GASBOL-Pipeline von Bolivien nach Brasilien (über 3000 km)
- Gasoriente Pipeline - Kolumbien
- OCP Pipeline - Ecuador
- GASENE
- GASUN
- Gran Gasoducto del Sur (geplant)
- Paraná-Uruguayana Pipeline
- Recope Pipeline - Costa Rica
- SOTE Pipeline - Ecuador
- TGN-Netz in Argentinien
- TGI-Netz in Kolumbien
- TGS-Netz in Argentinien
- Trans-Caribbean Pipeline (geplant)
- Trans-Isthmian Pipeline - Panama
- Urucu-Manaus Pipeline
- Yabog Pipeline

## Ozeanien
- Dampier-Bunbury-Gaspipeline, West-Australien
- Goldfields Gas Pipeline, West-Australien
- SEAGas Pipeline
- Moomba-Adelaide Pipeline, Australien
- Moomba-Sydney Pipeline, Australien

## Einzelquellen
1. ↑  maghreb: Marokko und Nigeria beschließen Bau einer Gaspipeline. In: maghreb-post.de. 18. Dezember 2016, abgerufen am 29. Januar 2017.
2. ↑  Website der Betreibergesellschaft
3. ↑  Von der Leyen begrüßt Inbetriebnahme von Gaspipeline in Bulgarien orf.at, 1. Oktober 2022, abgerufen am 1. Oktober 2022.
4. ↑  ZEELINK. Abgerufen am 4. Dezember 2020.
5. ↑  Deutschlandfunk: Streit um rumänisches Erdgas, Deutschlandfunk, 6. August 2018, abgerufen am 18. August 2018
6. ↑  Mittelmeer-Staaten schließen Vertrag für Gaspipeline orf.at, 2. Januar 2020, abgerufen am 3. Januar 2020.
7. ↑  Carsten Volkery: Midcat-Pipeline: Macron zwischen Scholz & Sanchez im Zweifrontenkampf. In: handelsblatt.com. 27. September 2022, abgerufen am 9. März 2024.
8. ↑  https://oilprice.com/Latest-Energy-News/World-News/EU-Studies-Spain-Italy-Gas-Pipeline-To-Cut-Russian-Dependence.html
9. ↑  neb-one.gc.ca
10. ↑  FERC Gas Tariffs - View Individual Tariffs. ferc.gov, archiviert vom Original am 8. Juni 2011; abgerufen am 17. Juli 2011.  Info: Der Archivlink wurde automatisch eingesetzt und noch nicht geprüft. Bitte prüfe Original- und Archivlink gemäß Anleitung und entferne dann diesen Hinweis.
11. ↑  Website des Pipelinebetreibers
12. ↑  18 C.F.R. 284.12
13. ↑  Website der Betreibergesellschaft (Memento des Originals vom 10. März 2008 im Internet Archive)  Info: Der Archivlink wurde automatisch eingesetzt und noch nicht geprüft. Bitte prüfe Original- und Archivlink gemäß Anleitung und entferne dann diesen Hinweis.
14. ↑  Website der Betreibergesellschaft (Memento des Originals vom 13. März 2008 im Internet Archive)  Info: Der Archivlink wurde automatisch eingesetzt und noch nicht geprüft. Bitte prüfe Original- und Archivlink gemäß Anleitung und entferne dann diesen Hinweis.
15. ↑  Website der Betreibergesellschaft (Memento des Originals vom 5. Juli 2008 im Internet Archive)  Info: Der Archivlink wurde automatisch eingesetzt und noch nicht geprüft. Bitte prüfe Original- und Archivlink gemäß Anleitung und entferne dann diesen Hinweis.
16. ↑  Website der Betreibergesellschaft
17. ↑  Website der Betreibergesellschaft